# 八十川真由野
八十川 真由野（やそかわ まゆの、1965年〈昭和40年〉2月11日 - ）は 日本の女優、声優。文学座所属。神奈川県出身。

## 人物・経歴
東京都立石神井高等学校を経て早稲田大学第二文学部英文学科卒業後、文学座の研究生となる。江守徹演出、杉村春子主演の『近松女敵討』で初舞台を踏み、舞台を中心に活動。途中、出産のため休業後、舞台だけでなく、海外ドラマの吹替えなど声優の活動もする。

## 出演

### 舞台
- 近松女敵討
- 舞台版 神々の深き欲望
- 億の奥
- 出雲の阿国
- 流れる
- ふるあめりかに袖はぬらさじ
- アナザータイム
- お富与三郎恋しぐれ
- 帰って来た桃太郎侍
- キュリー夫人
- 心破れて
- 柘榴変
- 女中たち
- 背中から四十分
- その行間まで、100㎞〜東京T区母子餓死日記を読む〜
- ふりだした雪
- 思い出のブライトン・ビーチ
- 朗読 皮膚と心
- アザゼルの山羊
- 朗読 おさん
- 朗読 饗応夫人
- ダナイード
- マクベスの妻と呼ばれた女2014
- 選択2015
- 朗読 ごんぎつね
- 朗読 花のき村と盗人たち
- 楽屋〜流れ去るものはやがてなつかしき〜
- 朗読 律子と貞子
- 朗読 だれも知らぬ
- イエガーシュテッター
- 語り 死者恋
- 朗読 花燭
- 語り ビデオレター
- チャイメリカ
- 語り 蒼い岸辺にて
- 朗読 令嬢アユ
- 朗読 女神

### テレビドラマ
- 貴族の階段（1991年4月6日）
- はぐれ刑事純情派 第4シリーズ 第19話 「能登、疑惑の指紋・女で二度しくじった男」（1991年8月7日）
- 離婚仕掛け人が走る！（1991年10月9日）
- はぐれ刑事純情派 第7作 「ここだけの話」（1999年3月9日）
- ほんとにあった怖い話 窓にうつる少女（2004年11月22日）
- 小早川伸木の恋 第5話（2006年2月9日）

### ラジオドラマ
- 青春アドベンチャー（NHK-FM）
  - 『あずかりやさん』（2019年11月11日 - 15日）[4]

### 吹き替え

#### 映画
- アーネスト式プロポーズ（グウェンドレン〈フランシス・オコナー〉）
- アイ・アム・レジェンド（ゾーイ・ベビル〈サリー・リチャードソン〉）※テレビ朝日版
- アサルト13 要塞警察（アレックス・サビアン〈マリア・ベロ〉）※ソフト版
- あなたは私の婿になる
- アナとオットー
- アメリカン・クライム（ガートルード〈キャサリン・キーナー〉）
- インファナル・シティ/女捜査官サンドラ（サンドラ〈イングリッド・ショーヴァン〉）
- ヴィンセントが教えてくれたこと（ダカ・パラモバ〈ナオミ・ワッツ〉）
- ウィンター・ソング（スン・ナー〈ジョウ・シュン〉）
- AIR/エアー（アビー〈サンドリーヌ・ホルト〉）
- エアポート2002
- SS-192
- エスター（ケイト〈ヴェラ・ファミーガ〉）
- エリザベス1世 〜愛と陰謀の王宮〜
- エンパイア・オブ・ザ・ウルフ（アンナ〈アルリ・ホベール〉）
- オードリー・ヘプバーン（クレマンス・ブールーク〈本人〉[5]）
- オズ はじまりの戦い
- 彼女を信じないでください
- カンタベリー城と秘密の扉（ポールの母）
- 奇跡のシンフォニー（リジー）
- キッズ・ミッション
- 刑事マディガン
- サイレントワールド2012（テリー・ハート〈ジュリー・マッカロー/Julie McCullough〉）
- ザ・ウォーカー（クローディア〈ジェニファー・ビールス〉）
- サウンド・オブ・サイレンス（アギー・コンラッド〈ファムケ・ヤンセン〉）※テレビ朝日版、（バネッサ）※ビデオ版
- ザ・スイッチ（コーラル・ケスラー〈ケイティ・フィナーラン〉[6]）
- ザ・デジャブ（ユリアンネ〈ナジャ・ウール〉）
- The Fourth Floor（ジェーン）
- サロゲート（ジェニファー・ピータース〈ラダ・ミッチェル〉[7]）
- サンシャイン・クリーニング（ローズ〈エイミー・アダムス〉）
- シンデレラマン
- スコーピオン・キング ※日本テレビ版
- スティルウォーター（ヴィルジニー〈カミーユ・コッタン〉）
- スノーマン 雪闇の殺人鬼（ラケル・ファウケ〈シャルロット・ゲンズブール〉）
- スピードレーサー（教師）
- スライサー（ジェイミー・ブレイク）
- セィヴィア（ヴェラ）
- ダークウォーター 奪われた水の真実（モーガン〈デボラ・カーラ・アンガー〉）
- ダークネス（ブロニー・テイラー〈ラダ・ミッチェル〉）
- 007は二度死ぬ（アキ〈若林映子〉）※アルティメット・コレクションDVD
- 007 美しき獲物たち（ステイシー・サットン〈タニア・ロバーツ〉）※アルティメット・コレクションDVD
- ダミー（ロレーナ〈ヴェラ・ファーミガ〉）
- 地球が静止する日（ヘレン・ベンソン〈ジェニファー・コネリー〉）
- ツイスターズ（キャシー〈モーラ・ティアニー〉[8]）
- ツイスター2008（モリー）
- ディテクティヴ（バレリー）
- デルフィーヌ（デルフィーヌ）
- 天国からの奇跡（クリスティ・ビーム〈ジェニファー・ガーナー〉）
- DO OR DIE
- トゥー・ブラザーズ（ナイ・リア）※劇場映画版
- トロン: レガシー
- ナーク
- ナインイレヴン 運命を分けた日（イヴ〈ジーナ・ガーション〉）
- ニューヨーク 冬物語（ヴァージニア・ゲイムリー〈ジェニファー・コネリー〉）
- ノー・マンズ・ランド（ジェーン・リビングストン〈カトリン・カートリッジ〉）
- バースデイ・ガール（ナディア〈ニコール・キッドマン〉）
- ハーモニーベイの夜明け
- Pearl パール（パールの母〈タンディ・ライト〉）
- バルニーのちょっとした心配事（リュシー〈ナタリー・バイ〉）
- ビフォア・アイ・フォール（サマンサの母〈ジェニファー・ビールス〉）
- ファイアーボール（エヴァ〈レクサ・ドイグ〉）
- ふたつの恋と砂時計（ヨンウ〈パク・ウネ〉）
- ブラッド・ワーク
- ブリッジ・オブ・スパイ（メアリー・ドノヴァン〈エイミー・ライアン〉）
- ペイチェック 消された記憶
- ベンジャミン・バトン 数奇な人生（キャロライン〈ジュリア・オーモンド〉）
- 星降る夜のリストランテ
- 炎の少女チャーリー（ジェーン・ホリスター〈グロリア・ルーベン〉）
- ミスマープル 予告殺人
- 未知との遭遇（ジリアン・ガイラー〈メリンダ・ディロン〉）※ファイナル・カットDVD/ビデオ版
- ミラーズ（エイミー・カーソン〈ポーラ・パットン〉）
- ムーンライトドライブ（アマンダ）
- モリー先生との火曜日（ジャニーン・アルボム〈ウェンディ・モニツ〉）
- モンゴル（ホエルン）
- ユニバーサル・ソルジャー:リジェネレーション（サンドラ・フレミング博士）
- ラスト・ハウス・オン・ザ・レフト -鮮血の美学-（エマ・コリンウッド〈モニカ・ポッター〉）
- 乱気流/ファイナル・ミッション（ブレイク〈メル・ハリス〉）※DVD版
- 王の涙 -イ・サンの決断-（恵慶宮〈キム・ソンリョン〉）
- リアル・スティール
- レジェンド・オブ・ザ・クラウン
- ロックアウトSTYX

#### ドラマ
- アストリッドとラファエル 文書係の事件録 シーズン2（オクサナ・アントネンコ）
- iCarly #84「サムとフレディは」（ジェナ）
- アリー my Love
- ER緊急救命室
  - シーズン9 #183「男らしく歩こう」（ジャネット・ウィルコ〈キャサリン・ラ・ナサ〉）
  - シーズン10 #208「死と税金」 （フラニー・マイヤーズ〈ベッツィ・ブラント〉）
  - シーズン11 #226「カーターに頼もう」（ロンダ〈ヘザー・カフカ〉）
  - シーズン14 #306「誤解を招くもの」（ミッシー・ボルテア〈アマンダ・フォアマン〉）
- 美男（イケメン）ですね（モ・ファラン〈キム・ソンリョン〉）
- WITHOUT A TRACE/FBI 失踪者を追え!2 #4「捜査官の人生」（ドリス）
- WITHOUT A TRACE/FBI 失踪者を追え!3 #5「リネットの場合」（リネット）
- エイリアス2 #37「新たなる野望」（エルザ）、#41「エンドゲーム」（エルザ）
- オールイン 運命の愛（シスターマリア）
- 王女の男（リュ氏）
- 王女ピョンガン 月が浮かぶ川（サ氏夫人〈ファン・ヨンヒ〉[9]）
- 鏡の国のアリス（アリス）
- 哀しみの暴君ネロ（アグリッピーナ）
- 華麗なる遺産（ソンヒ）
- 宮廷女官チャングムの誓い（ヨンセン〈パク・ウネ〉）
- ギルモア・ガールズ #143「関係各位」
- グッド・ワイフ2 #5「聖人の素顔」（ララ・ホワイト）
- glee/グリー（ショーンの母）
- クリミナル・マインド5 FBI行動分析課（モニー）
- クローザー #1Pilot「偽りの素顔」（エレン〈アリソン・スミス〉）
- 刑事ジョン・リーバス（ジル〈キャロライン・リー・ジョンソン〉[10]）
- ごめん、愛してる（ユン・ソギョン〈チョン・ヘジン〉）
- ザ・ホスピタル（メイチェン〈ヤン・ウェンウェン〉）
- コールドケース5 #10「掲示板」
- コールドケース7 ザ・ファイナル #18「銃弾〜前編〜」
- ザ・ソプラノズ 哀愁のマフィア（グロリア・トリロ）
- ザ・ホワイトハウス（ドナ）
- CSI:11 科学捜査班 #5「ゴミ屋敷の法則」（マルタ）
- CSI:マイアミ
  - シーズン2 #45「不倫の方程式」（ヘディ）
  - シーズン9 #5「マジック・フィッシュ」（エレナ・マナス）
  - シーズン10 ザ・ファイナル #7「捨て身のギャンブラー」（エヴェリン・バウワーズ）
- CSI:ニューヨーク3 #12「静なる夜」
- スティーブン・キングのシャイニング #3
- 主任警部アラン・バンクス2（パメラ・ジェフリーズ）「もうひとつの素顔」
- 真実（シニの母）
- 蒼穹の昴（蓮子）
- ダメージ（ケイティ・コナー〈アナスタシア・グリフィス〉）
- デスパレートな妻たち3 #17 「素顔のままで」
- TRUE DETECTIVE/迷宮捜査（アメリア〈カルメン・イジョゴ〉）
- トンイ（ソリ）
- 初恋（シンジャ）
- HEROES/ヒーローズ（ハイディ）
- 101回目のプロポーズ（ジンタイのおば）
- 弁護士イーライのふしぎな日常 #26「信念の導く未来へ」（ダイアン・ランドレッド〈ジェイミー・マーレイ〉）
- BONES4 #1, 2「イギリス事件簿」（プリチャード）
- POINT PLEASANT ポイントプレザントの悪夢（ホリー）
- ボバ・フェット/The Book of Boba Fett（ガーザ・フウィップ〈ジェニファー・ビールス〉）
- 黙示録 〜神の暗号を解く（シスタージョセファ 他）
- ミス・マープル3 無実はさいなむ（モーリン）
- ミス・マープル4 ポケットにライ麦を（アデール・フォーテスキュー）
- ミッシング -サイキック捜査官-
  - シーズン1 #16（ビクトリア・フェルドン）
  - シーズン2-（ニコル・スコット〈ヴィヴィカ・A・フォックス〉）
- ミディアム2 #14「鏡の中の男」（ジェイド〈アンジェラ・サウンダース〉）
- ミディアム6 霊能者アリソン・デュボア #5「ハロー、ベイビー」（ダナ〈アビー・ブラメル〉）
- 名探偵ポワロ 鳩のなかの猫（アイリーン）
- 名探偵モンク4 #3「憧れのトロフィー」（リン・ヘイデン）
- モリー先生との火曜日（ジャニーン）
- リ・ジェネシス バイオ犯罪捜査班（ヒラ・カーン）
- リゾーリ&アイルズ2 #15「炎上」
- LAW&ORDER:クリミナル・インテント（エイムズ〈キャスリン・アーブ〉）
- 6人の女 ワケアリなわたしたち（エヴ〈エルザ・ランギーニ〉）
- ロズウェル - 星の恋人たち（トポルスキー〈ジュリー・ベンツ〉）
- LOST5、6（イラーナ）
- One Tree Hill（カレン・ロー〈モイラ・ケリー〉）
- LAW & ORDER: 組織犯罪特捜班（アンジェラ・ウィートリー〈タマラ・テイラー〉）

#### アニメ
- アバローのプリンセス エレナ（ミランダ）
- 『インサイド・ヘッド』の世界より:ライリーの夢の製作スタジオ（ジル・アンダーソン）[注 1]
- ウォレスとグルミット 危機一髪!（ウェンドレン）
- 学園パトロールフィルモア（フォルサム校長）
- ちいさなプリンセス ソフィア（ミランダ）
- ムーラン2（ティンティン）

### テレビアニメ
2008年
- ゴルゴ13（ミランダ）
- ヤッターマン（第2作）（ココホーレシャベル）

2010年
- 犬夜叉 完結編（由加のママ）
- ソ・ラ・ノ・ヲ・ト（ナオミ）

2014年
- ばらかもん（タマのお母さん）

2020年
- 新サクラ大戦 the Animation（ナターリャ・ルシュコヴァ）

### 劇場アニメ
2004年
- ハードル（坂本先生）
- ハウルの動く城（ハニー）

2005年
- ガラスのうさぎ（加代子）
- 未来への虹（保治の母）

2006年
- ゲド戦記（侍女）

2008年
- パッテンライ!! 〜南の島の水ものがたり〜

2011年
- 鬼神伝（天童美咲）

2015年
- ハイ・スピード（遙の母親）

2020年
- 劇場版 ヴァイオレット・エヴァーガーデン（ユリス母）

### その他
- ゲーム ソ・ラ・ノ・ヲ・ト 乙女ノ五重奏（ナオミ）
- ゲーム ナルニア国物語
- ラジオCM わさビーフ
- ボイスオーバー NHKスペシャル 立花隆 サイボーグ技術が人類を変える
- CD 覚えておきたい短歌150選
- ナレーション 森吉山鳥獣保護センター展示映像
- ナレーション 渓流の戦略
- ナレーション オオタカの住む町
- ドラマ 紅の紋章